# Ntefinki
Ntefinki est un village du Cameroun situé dans l’arrondissement de Bamenda IIIe, dans le département de Mezam et dans la Région du Nord-Ouest.

## Population
Lors du recensement de 2005, on a dénombré 306 habitants dont 167 hommes et 139 femmes.